# Пивоваров Валентин Миколайович
Пивоваров Валентин Миколайович (* 20 серпня 1946) — український кінорежисер.
Народився в родині службовця. Закінчив Київський державний інститут театрального мистецтва ім. І. Карпенка-Карого (1974).
Працює на студії «Укркінохроніка». Створив фільми: «Три чверті віку» (1973), «За власним бажанням» (1974), «Схиляючи знамено» (1977), «Бригадний підряд», «Захист лісових насаджень» (1983), «Курсом жовтня, курсом прискорення», «Є у революції початок» (1987), «На шляху перебудови» (1988), «Громадське харчування» (1989) та ін.
Член Національної Спілки кінематографістів України.